# Макарије Оптински
Јеросхимонах Макарије (рођ. Михаил Николајевич Иванов; 20. новембар (3. децембар) 1788 - 7 (20. септембар 1860) - светитељ Руске православне цркве, пречасни оптински старац.

## Биографија
Рођен у селу Шчепјатин, Дмитровски округ, Орловска област (сада село у Брашовском округу Брјанске области) у племићкој породици. Био је најстарији у породици, где су поред њега била три брата: Алексеј, Павел, Петар и сестра Варвара. Мајка, Јелисавета Алексејевна, умрла је 1797. године.
У Карачеву, где је живела сестра његовог оца, Николај Михајлович, добио је школско образовање, али је већ у четрнаестој години био приморан да ступи у службу рачуновође у благајни округа Лгов; три године касније добио је место шефа бројачке експедиције у Курску у трезору. Године 1806, након смрти свог оца, пензионисан је и отишао на наследно имање у Орловској губернији.
Године 1810. Михаил је отишао на ходочашће у скит Плошчанскаја Богородица, који се налазио 40 миља од имања, и одлучио да ту остане – 16. новембра 1810. године Михаил је примљен у манастир и 24. децембра исте године пострижен у монашки чин.
7. марта 1815. године пострижен је у велику схиму са именом Макарије, у част светог Макарија Великог. Исте године, старији Атанасије (Захаров), ученик Пајсија (Величковског), преселио се у Плошчанску пустињу, у коме је нашао духовног ментора.
Године 1834. преселио се у Оптинску пустињу.
Његов духовни ментор у Оптини био је Оптински монах Леонид (у схими Лав). Захваљујући старцу Макарију, сачувани су рукописи и преводи светог Пајсија Величковског. Велику помоћ у томе су му пружила духовна деца - руски философ и писац И. В. Кирејевски и његова супруга Наталија Петровна. Под утицајем монаха Макарија, настала је читава школа издавача и преводилаца духовне књижевности. По исповест и благослов светог Макарија у Оптинсу су долазили славни књижњвници А. К. Толстој и А. С. Хомјаков, Н. В. Гогољ и А. Н. Муравјов.
Седам година су преподобни старци Лав и Макарије водили духовни живот братије и много хиљада људи.
Две године пре смрти, свети Макарије је прихватио велику схиму. Све до смрти монах је примао духовну децу и ходочаснике, поучавајући их и благосиљајући их.